# Rockaway Boulevard (stacja metra)
Rockaway Boulevard – stacja metra nowojorskiego, na linii A. Znajduje się w dzielnicy Queens, w Nowym Jorku i zlokalizowana jest pomiędzy stacjami 88th Street, 104th Street i Aqueduct – North Conduit Avenue. Została otwarta 25 września 1915.